# Zabrodzie (województwo zachodniopomorskie)
Zabrodzie – kolonia w Polsce położona w województwie zachodniopomorskim, w powiecie stargardzkim, w gminie Chociwel, na Pojezierzu Ińskim, położona 6 km na północny wschód od Chociwla (siedziby gminy) i 29 km na północny wschód od Stargardu (siedziby powiatu).
W latach 1975–1998 miejscowość położona była w województwie szczecińskim.